# Kiknuri járás

A Kiknuri járás a Kirovi területen

A Kiknuri járás (oroszul Кикнурский район, mari nyelven Кикнур кундем) Oroszország egyik járása a Kirovi területen. Székhelye Kiknur.

## Népesség
- 1989-ben 16 347 lakosa volt.
- 2002-ben 13 228 lakosa volt, melynek 20%-a mari.
- 2010-ben 9 795 lakosa volt, melyből 6 670 orosz, 2 834 mari.